# Fossa de les Caiman

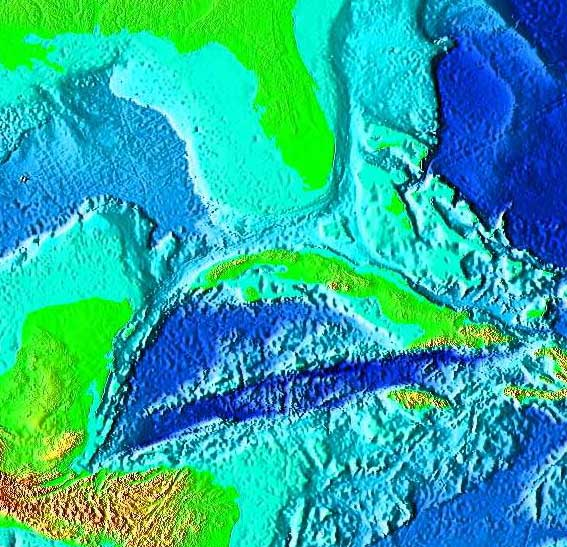
Imatge de satèl·lit de la fossa de les Caiman.

La fossa de les Caiman, és una accidentada zona de falla transformant que posseeix una petita elevació divergent en el jaç marí de la zona oest del mar Carib entre Jamaica i les illes Caiman.
La fossa forma part de la frontera tectònica entre la placa Nord-americana i la placa del Carib. S'estén des del pas dels Vents, creuant al sud de la Sierra Maestra a Cuba cap a Guatemala. L'accident geogràfic continua en terra ferma, allí l'hi denomina falla de Motagua que travessa Guatemala i penetra a l'oceà Pacífic on intercepta la zona de subducció de la fossa Mesoamericana. Aquesta fossa és relativament estreta i corre en direcció est-nord-est a oest-sud-oest. La fossa posseeix una profunditat màxima de 7.686 m, sent el punt més profund del mar Carib. Dins de la fossa existeix una elevació submarina que es desenvolupa lentament en direcció N-S, que podria ser el producte d'una falla d'aproximadament 420 km de longitud muntada sobre la falla principal.
Durant l'Eocè la fossa allotjava una zona de subducció que va formar l'arc volcànic de la serralada de les Caiman i el terreny volcànic de la serra Mestra de Cuba al nord. En desplaçar-se en direcció nord-est la placa del Carib va sofrir una subducció al llarg de la microplaca Cubana (Sigurdsson).
La pel·lícula de ciència-ficció The Abyss, (filmada el 1989), està ambientada en les profunditats d'aquesta fossa.
El 2010, un equip britànic de la National Oceanography Centre de Southampton (NOCS), equipat amb un submarí robot controlat de manera autònoma, va començar a cartografiar tota l'extensió de la fossa i va descobrir fumaroles negres al fons de l'oceà a una profunditat de 5.000 metres, el més profund mai trobat. El gener de 2012, els investigadors van anunciar que l'aigua surt de les fumaroles a una temperatura que possiblement excedís els 450 °C, el que els converteix entre les fumaroles submarines més calentes. També van anunciar el descobriment de noves espècies, inclosa una gamba sense ulls amb un òrgan que detecta la llum a l'esquena.

## Per a més informació
- Goreau, P. D. E. 1983 Tectonic Evolution of the North Central Caribbean Plate Margin. Woods Hole Oceanographic Institution, MA.; Massachusetts Inst. of Tech., Cambridge. Sponsor: National Science Foundation, Washington, DC. Sep 1983. 248p. Report: WHOI-83-34.
- Ten Brink, Uri S., et al., 2001, Asymmetric seafloor spreading: crustal thickness variations and transitional crust in Cayman Trough from gravity", GSA Meeting Abstract Arxivat 2008-09-08 a Wayback Machine.
- Roberts, H. H. 1994 Reefs and lagoons of Grand Cayman Monographiae biologicae (Brunt, MA; Davies, JE eds). Kluwer Academic Publishers, Boston, Ma The Hague. ISBN 0-7923-2462-5
- Ruellan, E. et al., 2003, Morphology and Tectonics of the Mid-Cayman Spreading Center, EGS - AGU - EUG Joint Assembly, Abstract
- Scotese, Christopher R. 1999. Evolution of the Caribbean Sea (100 mya - Present) Collision of Cuba with Florida Platform and Opening of the Cayman Trough. PALEOMAP Project http://www.scotese.com/caribanim.htm